# Fordongianus
Fordongianus (sardinski: Fordongiànis) je grad i općina (comune) u pokrajini Oristanu u regiji Sardiniji, Italija. Nalazi se na nadmorskoj visini od 35 metara i ima 890 stanovnika.
 Prostire se na 39,48 km². Gustoća naseljenosti je 23 st/km².
Susjedne općine su: Allai, Busachi, Ghilarza, Ollastra, Paulilatino, Siapiccia i Villanova Truschedu.